# 荒野はるかに/ズートロ (69バージョン)
「荒野はるかに／ズートロ（69バージョン）」は、日本のロックバンド、THE HIGH-LOWSの23枚目のシングル。2004年6月9日発売。発売元はHAPPY SONG RECORDS。

## 解説
- BMG JAPAN移籍第1弾シングル。
- 『荒野はるかに』は、2004年アテネオリンピックの自転車競技応援曲に使われた。
- 『ズートロ（69バージョン）』は、ポッカコーポレーション（現・ポッカサッポロフード&ビバレッジ）のポッカ100レモン、キレートレモンのCMソングに起用された。
- タイトル曲は、2曲とも8thアルバム『Do!! The★MUSTANG』にも別バージョンであるが収録されている。

## 収録曲
1. 荒野はるかに
（作詞・作曲：真島昌利）
アテネオリンピック自転車競技応援曲。PVは、ガンマンに扮した4人が、栃木県の「ウエスタン村」で演奏するというもの。画面はセピア調で、いかにも西部劇の映画をイメージさせるが、出だしから甲本がコケそうになったり、移動中のバスの中の映像を使っていたり、メンバーがお土産を買っていたりして、おもしろおかしい作りになっている。このPVについて甲本は、｢あの場所は荒野なんだよ。疲れていると、ウエスタン村って見えるんだよ｣とテレビで語っていた。また、このPVから、恒例とも呼べる食事シーンが登場した。
2. ズートロ（69バージョン）
（作詞・作曲：甲本ヒロト）
ポッカのCMに起用された。CMには実弟である甲本雅裕が出演している。
3. 64,928-キャサディ・キャサディ-
（作詞・作曲：真島昌利）
久々の真島のボーカル曲。
アルバム未収録。